# Ras Teyonas
Ras Teyonas és un cap de Líbia a l'oest de Cirenaica, que forma la part oriental del gran Sirte.
Antigament es deia Boreum (en grec Boreion) i era a l'oest de la Pentàpolis Cirenaica, i al sud-est de Berenice. Tenia un petit port però el port de nom Boreum era més al sud, i era poblat per molts jueus. El temple jueu fou convertit en temple cristià en temps de Justinià I i els jueus foren obligats a convertir-se; la ciutat fou fortificada per defensar-la dels atacs amazics.
El lloc no ha estat identificat.